# Help!
《Help!》(헬프!)는 비틀즈의 다섯 번째 정규 음반이다. 이 때부터 포크 록의 선구자인 밥 딜런을 만나기 시작했으며, 그의 영향으로 세세하고 시적인 가사와 마리화나를 배우게 되었고, 이는 후의 비틀즈의 실험적인 음악의 배경이 되었다. 비틀즈가 초기 음악에서 중기로 한 발을 내딛는 단계로 평가받는 음반이다.

## 구성 및 배경
A면에는 비틀즈 주연의 영화 'Help!'의 수록곡들, B면에는 새로 녹음된 트랙들이 수록되어 있다.
프로듀서 조지 마틴은 비틀즈의 데뷔곡들, "Love Me Do", "PS I Love You"를 녹음할 즈음 외부 뮤지션 앤디 화이트를 드럼, 퍼쿠션 역에 기용했지만 이후 그가 직접 도움을 줄 수는 있어도 비틀즈의 녹음에 외부 뮤지션들을 참여시키는 것은 아니었다. 본 작의 "You've Got to Hide Your Love Away"나 "Yesterday" 등의 곡들에서 외부 뮤지션을 기용한 것은 주목된다.
"Yesterday"는 폴 매카트니가 꿈에서 들은 멜로디를 통해 만든 곡이다. 기억나는 멜로디를 피아노로 연주하면서 감상한 사람에게 "전에 들어봤던 노래 같지 않아?"라고 말했다고 한다. 처음에 작곡했을 때의 제목은 스크램블드 에그이다. 이 곡이 나오면서 폴의 탈퇴설이 나오기도 했는데, 이 곡의 레코딩에 폴을 제외한 다른 멤버가 참여하지 않았기 때문이다. 세계에서 가장 많이 리메이크되면서 가장 많이 재생되는 곡이기도 하다.

## 커버
당시 커버 사진을 담당했던 로버트 프리맨은 멤버들에게 HELP의 수기 신호를 취하게 하여 앨범 커버를 찍으려 하였으나 마음에 드는 장면을 찍을 수 없었고, 결국 구도에 잘 어울리는 NUJV의 수기 신호를 이용해 커버를 찍게 된다.

## 곡 목록
- 특별한 언급이 없는 한 모든 곡들은 레논-매카트니 작곡이다.

| #  | 제목                                  | 보컬     | 재생 시간 |
| -- | ------------------------------------- | -------- | --------- |
| 1. | 〈Help!〉                             | 레논     | 2:18      |
| 2. | 〈The Night Before〉                  | 매카트니 | 2:33      |
| 3. | 〈You've Got to Hide Your Love Away〉 | 레논     | 2:08      |
| 4. | 〈I Need You〉 (조지 해리슨)          | 해리슨   | 2:28      |
| 5. | 〈Another Girl〉                      | 매카트니 | 2:05      |
| 6. | 〈You're Going to Lose That Girl〉    | 레논     | 2:17      |
| 7. | 〈Ticket to Ride〉                    | 레논     | 3:10      |

| #  | 제목                                      | 보컬          | 재생 시간 |
| -- | ----------------------------------------- | ------------- | --------- |
| 1. | 〈Act Naturally〉 (조니 러셀/보니 모리슨) | 스타,매카트니 | 2:29      |
| 2. | 〈It's Only Love〉                        | 레논          | 1:54      |
| 3. | 〈You Like Me Too Much〉 (해리슨)         | 해리슨        | 2:35      |
| 4. | 〈Tell Me What You See〉                  | 레논,매카트니 | 2:36      |
| 5. | 〈I've Just Seen a Face〉                 | 매카트니      | 2:04      |
| 6. | 〈Yesterday〉                             | 매카트니      | 2:03      |
| 7. | 〈Dizzy Miss Lizzy〉 (래리 윌리엄스)      | 레논          | 2:53      |

## 참여 인원
비틀즈
- 존 레논 – 리드, 하모니, 그리고 백그라운드 보컬; 리듬과 어쿠스틱 기타; 일렉트릭 피아노, "Dizzy Miss Lizzy"의 오르간; "Tell Me What You see"의 탬버린; "I Need You"의 스네어 드럼
- 폴 매카트니 – 리드, 하모니, 그리고 백그라운드 보컬; 베이스, 어쿠스틱, 그리고 리드 기타; 피아노, 일렉트릭 피아노
- 조지 해리슨 – 하모니와 백그라운드 보컬; 리드, 어쿠스틱, 그리고 리듬 기타; "I Need You"와 "You Like Me Too Much"의 리드 보컬; "Tell Me What You See"의 guiro
- 링고 스타 – 드럼과 기타 타악기; Tell Me What You See의 클라베스; "Act Naturally"의 리드 보컬

추가 음악가
- 조지 마틴 – 제작자, "You Like Me Too Much"의 피아노
- 존 스콧 – "You've Got to Hide Your Love Away"의 테너와 알토 피리
- "Yesterday의 현악 사중주, 매카트니와 함께 마틴이 편곡